# 内藤一水社
株式会社内藤一水社（ないとういっすいしゃ）は、日本の広告代理店で、本社は東京都千代田区麹町に所在。

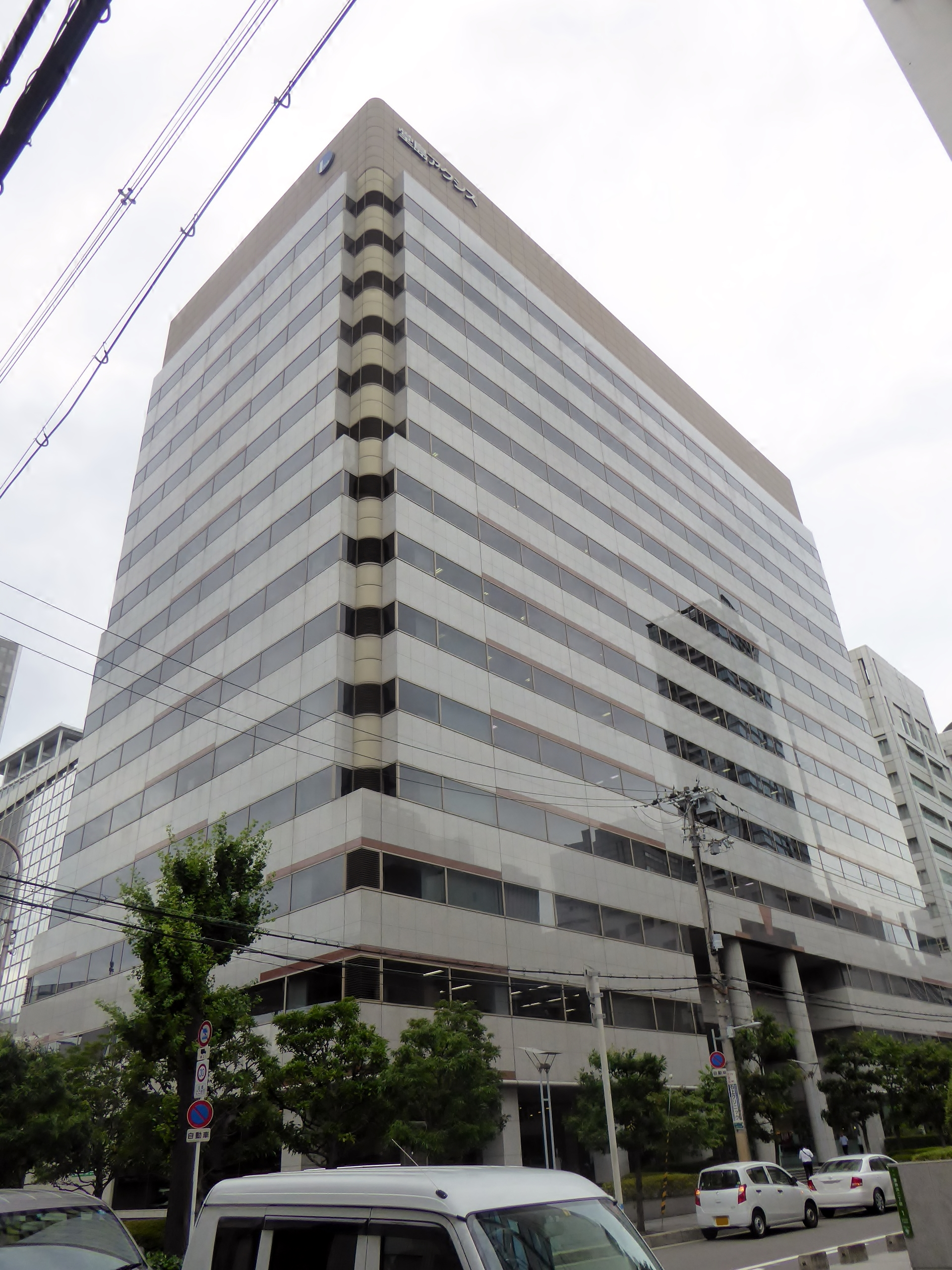
大阪支社のある堂島アクシスビル

## 概要
1930年（昭和5年）に設立された老舗広告代理店。大阪、名古屋、福岡に支社を構え営業活動を展開。新聞の案内広告の取り扱いを中心に求人広告に特化し、現在は新聞にとどまらずインターネット、新聞折込、フリーペーパー等、数多くのメディアの求人広告を取り扱う。最近では、取引先が多岐にわたることから電波・交通広告等、求人広告以外も数多く取り扱い、ビルメン転職ナビ、電験転職ナビ、施工管理転職ナビの求人サイトを運営、人材紹介事業にも力を入れている。

## 主要取扱求人メディア

### インターネット
- マイナビ転職
- リクナビNEXT
- DODA
- 日経キャリアNET、他=

### 新聞
- 朝日新聞
- 毎日新聞
- 読売新聞
- 日本経済新聞
- 産経新聞
- 全国各地の地方紙

### 新聞折込
- アイデム
- ディースター、他

### フリーペーパー
- タウンワーク
- DOMO
- Workin
- JobAIDEM、他

### 運営サイト
- ビルメン転職ナビ　ビル管理、マンション管理、警備専門の求人サイト
- 電験転職ナビ　電気主任技術者に特化した求人サイト
- 施工管理転職ナビ　施工管理に特化した求人サイト
- シニア求人ナビ　50代・60代に向けたお仕事情報満載の求人サイト
- 新聞広告ナビ　新聞広告に関する専門サイト
- おわびナビ.com　お詫び広告に関する専門サイト
- おくやみナビ.com　死亡広告・ご不幸広告に関する専門サイト